# Tomás Fonzi
Tomás Gonzalo Fonzi (ur. 24 sierpnia 1981 w Buenos Aires) – argentyński aktor telewizyjni i filmowy.

## Życiorys
Urodził się w Buenos Aires jako drugie dziecko w rodzinie aktorskiej jako syn Renée Roxany i Ricardo Darína. Ma starszą siostrę też aktorkę - Dolores i młodszego brata muzyka Diega. Mając 10 lat zadebiutował w teatrze, w którym grał z rodzicami. Ukończył prywatne liceum im. Manuela Belgrano w Temperley. W latach 1997–1999 studiował aktorstwo pod kierunkiem Raúla Serrano i Heleny Nesis. 
Debiutował na szklanym ekranie rolą Benjamína Vázqueza w telenoweli Telefe Lato '98 (Verano del '98, 1998-2000), szybko stając się idolem nastolatek. Następnie pracował w radiu, a także rozpoczął karierę jako piosenkarz i w teatrze dołączył do obsady w sztuce Szekspira Burza. 
Jego pierwsza kinowa rola nastolatka, który wygrywa na loterii, aby spędzić noc z gwiazdą porno (w tej roli Cecilia Roth) w filmie Noc z Sabriną Love (Una noche con Sabrina Love, 2002) przyniosła jemu nagrodę na Festiwalu Ameryki Łacińskiej oraz nominację do nagrody Srebrnego Kondora.

## Życie prywatne
Od 2003 do kwietnia 2004 był w nieformalnym związku z Juaną Viale. W wieku 18 lat spotykał się z Leticią Lombardi, ale stali się parą od 2004. Mają córkę Violetę (ur. 13 lipca 2010). 

## Filmografia

### Telewizja
- 1998-2000: Lato '98 (Verano del '98) jako Benjamín Vázquez
- 2000: Iluzje wieloosobowe (Ilusiones (compartidas)) jako Lucas
- 2001: 30/30 jako Forester
- 2001: Tiempofinal
- 2002: Franco Buenaventura, el profe jako Diego Buenaventura
- 2003: Costumbres argentinas jako Gabriel 'Gaby' Rosetti
- 2004-2005: Los Roldán jako Facundo Uriarte
- 2006: Pokój odwetu (Doble venganza) jako Manuel Ferrer
- 2006: Jestem twoim fanem (Soy tu fan) jako Diego García
- 2006: Zabójczynie (Donne assassine) jako Luis
- 2009-2010: Botineras jako Adrián 'Anguila' Muñiz
- 2011: Korzeń (Los únicos) jako Joaquín Ferragut
- 2012: Graduados (Absolwenci) jako Miguel „Micky” Ribeiro
- 2015-2016: Moja nadzieja (Esperanza mia) jako Máximo Ortiz
- 2015-2016: Esperanza mía jako Máximo Ortiz
- 2016: Loco por vos jako Fernando (gość)
- 2017: Fanny, la fan jako Luciano „Tano” Ramos
- 2018-2019: Mi hermano es un clon jako Camilo Figueroa
- 2019: Inconvivencia jako Lucas

### Filmy fabularne
- 2000: Dziewięć królowych (Nueve Reinas) jako Federico
- 2002: Noc z Sabriną Love (Una noche con Sabrina Love) jako Daniel Montero
- 2002: Kamczatka jako Lucas
- 2003: Nadar solo jako Tomás
- 2003: Slam jako Fito
- 2009: Rodney jako Martín
- 2009: Complici del silenzio jako Carlos Gallo
- 2009: Paco jako Francisco Blank (Paco)
- 2011: Cruzadas jako Joaquín Guerrico
- 2012: No te enamores de mí jako Maxi
- 2013: Olvidados jako Antonio